# الغول (الزاهر)

تعديل مصدري - تعديل

الغول هي إحدى قرى عزلة الزاهر بمديرية الزاهر التابعة لمحافظة البيضاء، بلغ تعداد سكانها 494 نسمة حسب تعداد اليمن لعام 2004.